# Корнуолл (оловорудний район)
Корнуолл (англ. Cornwall) — оловорудний район в графстві Корнуолл у Великій Британії.

## Характеристика
Найбільший у світі район олов'яних руд. Довжина 240 км[джерело?], ширина 20…30 км. Основними корисними копалинами шахт цього району є мідні, олов'яні руди та миш'як.
Одні з найбільших шахт в цьому районі Левант, Ґевор, Боталлак.

## Технологія розробки
Видобуток ведеться підземним способом. Глибина розробки до 782 м.

## Історія
Розробки корисних копалин в цьому районі розпочалися в середині 18 століття. Так вперше видобуток на шахті Левонт задокументовано 1743 роком, а нинішня шахта була побудована в 1820 році. Максимальний видобуток олова та міді припав на 1840-ві — 60-ті роки. У кількох шахтах працювало понад 1000 робітників. Так на піку видобутку в шахті Левант працювало понад 500 чоловіків. А за весь час її роботи, до закриття в 1991 році, за оцінками тут було видобуто понад 350 000 тонн мідних та 56 000 тонн олов'яних руд. Вміст чистого металу в руді коливався від 8 % до 14 %.
З часом відбулося падіння ціни на олово, через відкриті великі поверхневі родовища в Південній Африці, США та Австралії. Частина шахт змушені були закритись, що призвело до масового безробіття та масової еміграції корнішменів (англ. Cornishmen) в ці країни.